# Diamant brut (film)
Pour les articles homonymes, voir Diamant brut.
Pour plus de détails, voir Fiche technique et Distribution.
Diamant brut est un film français réalisé par Agathe Riedinger et sorti en 2024. Produit par Silex Films et distribué par Pyramide, c'est le premier long métrage de la réalisatrice. Le thème du film est le vedettariat et la téléréalité.
Le film est sélectionné en compétition officielle au festival de Cannes 2024.

## Synopsis
Liane, 19 ans, vit avec sa mère et sa petite sœur dans un quartier pauvre de Fréjus, soignant son apparence. Avec l'envie d'être reconnue, elle pense que la téléréalité lui offrira d’être aimée[réf. nécessaire]. Pleine d'espoir, elle passe une audition pour la 9e saison de l'émission « Miracle Island ».

## Fiche technique
Sauf indication contraire, les informations mentionnées dans cette section peuvent être confirmées par la base de données cinématographiques IMDb,  présente dans la section « Liens externes ».
- Titre original : Diamant brut
- Titre international : Wild Diamond
- Réalisation et scénario : Agathe Riedinger
- Musique originale : Audrey Ismaël
- Directeur de la photographie : Noé Bach
- Décors : Astrid Tonnellier
- Costumes : Rachèle Raoult
- Coiffure : Delphine Giraud
- Montage : Lila Desiles
- Production : Marie Darel
  - Production déléguée : Priscilla Bertin et Judith Nora
- Société de production : Silex Films
  - SOFICA : Cinécap 7, LBPI 17, SG Image 2022
- Société de distribution et ventes internationales : Pyramide
- Durée : 103 minutes
- Dates de sortie :
  - France : 15 mai 2024 (festival de Cannes)
  - France : 20 novembre 2024 (sortie nationale)[2]

## Distribution
- Malou Khebizi : Liane
- Idir Azougli : Dino
- Andréa Bescond : Sabine
- Ashley Romano : Alicia
- Antonia Buresi : Alexandra Ferrer
- Alexis Manenti : Nathan
- Léa Gorla : Carla
- Kilia Fernane : Stéphanie

## Production
- Silex Films

## Accueil
L'accueil critique du film est globalement excellent.
Le Monde souligne "une grâce infinie". Variety écrit "l'arrivée d'une cinéaste majeure". Télérama donne un avis très positif en qualifiant le film de "percutant". Le Parisien donne cinq étoiles et qualifie le film de "brillant, vibrant, poignant". Le Figaro dit du film qu'il est "impressionnant de maîtrise".
Les Inrockuptibles soulignent "la naissance d'une cinéaste et d'une actrice" .
« Un film envoûtant sur l'univers de la téléréalité dans une fiction qui sonne juste. […] La musique d'Audrey Ismaël est magnifique » d'après Francetv info.
Libération apporte un avis positif "Diamant Brut raconte la rage de s'échapper d'un milieu sans issues".

## Distinctions
- Prix de la Critique au Festival International du Film Francophone de Namur, compétition première œuvre pour Diamant Brut[7]
- Prix d'Interprétation Féminine pour Malou Khebizi au Festival International du Film Francophone de Namur pour Diamant Brut[7]
- Prix Shafi Abdel Salam du Meilleur Film au Festival International du Film du Caire pour Diamant Brut[8]
- Prix François Chalais Coup de Cœur au Festival de Cannes 2024 pour Diamant Brut[9]
- Prix de la Meilleure Actrice pour Malou Khebizi au Festival International du Film de Stockholm pour Diamant Brut[10]
- Prix de la Meilleure Actrice pour Malou Khebizi au Festival Effervescence de Mâcon[11]

## Nominations
- Festival de Cannes 2024 : 
  - Palme d'Or[12]
  - Grand prix
  - Prix du Jury
  - Prix de la mise en scène
  - Prix du scénario
  - Caméra d'or du Festival de Cannes
- 50e Cérémonie des César : 
  - Meilleur Premier Film[13]
  - Meilleure Révélation Féminine pour Malou Khebizi[14]
- 30e Prix Lumière de la Presse Internationale : 
  - Meilleur Premier Film pour Diamant Brut[15]
  - Meilleure Révélation Féminine pour Malou Khebizi[15]
- Prix Alice-Guy 2025 : 
  - Meilleur Film pour Diamant Brut[16]

### Sélection
- Festival de Cannes 2024 : sélection officielle, en compétition[17]
- Festival international du film francophone de Namur 2024 : en compétition 1re œuvre[18]